# In Solitude
In Solitude war eine schwedische Heavy-Metal-Band aus Uppsala.

## Geschichte

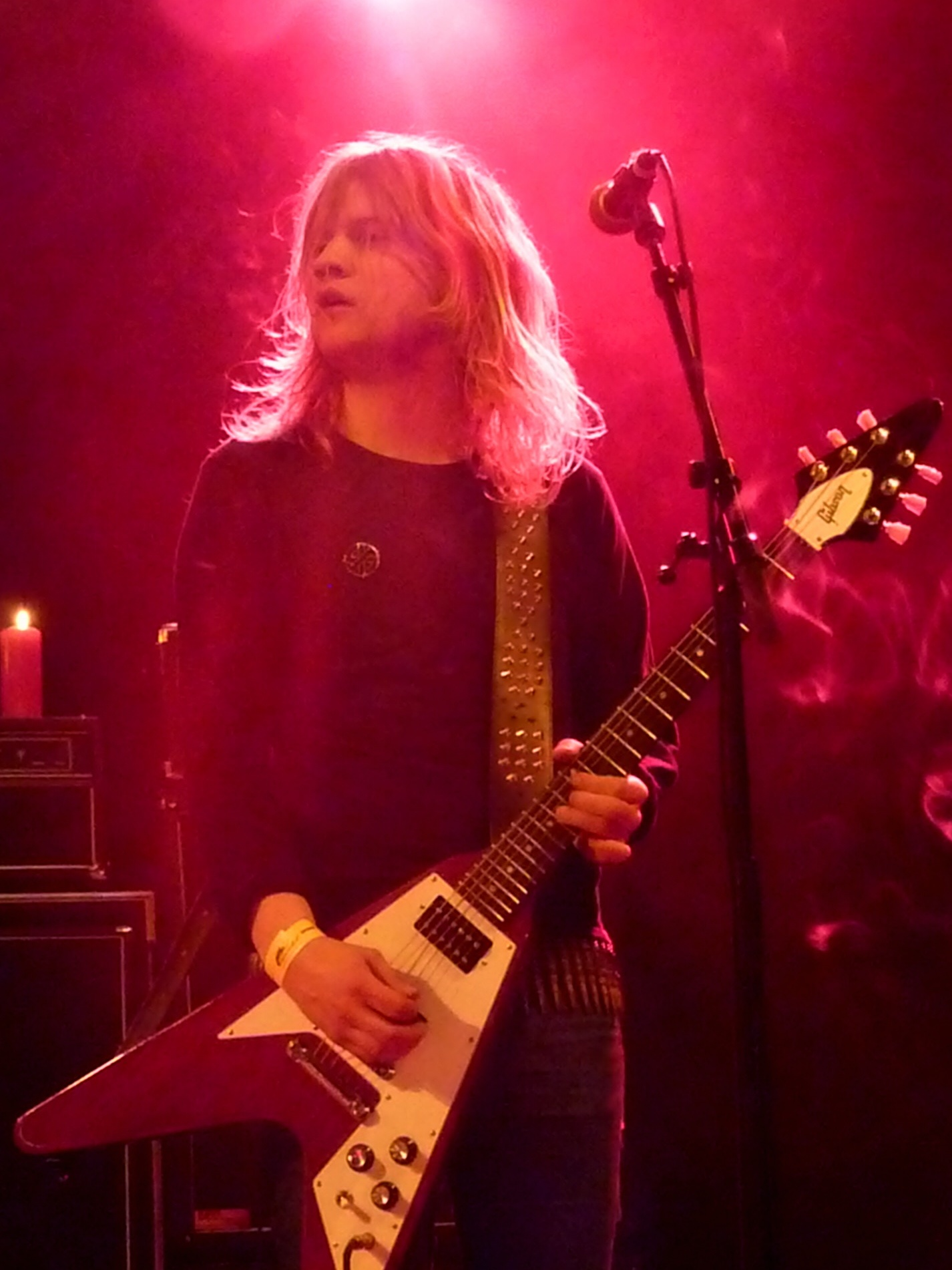
Gitarrist Henrik Palm auf dem Hammer of Doom in Würzburg (2011).

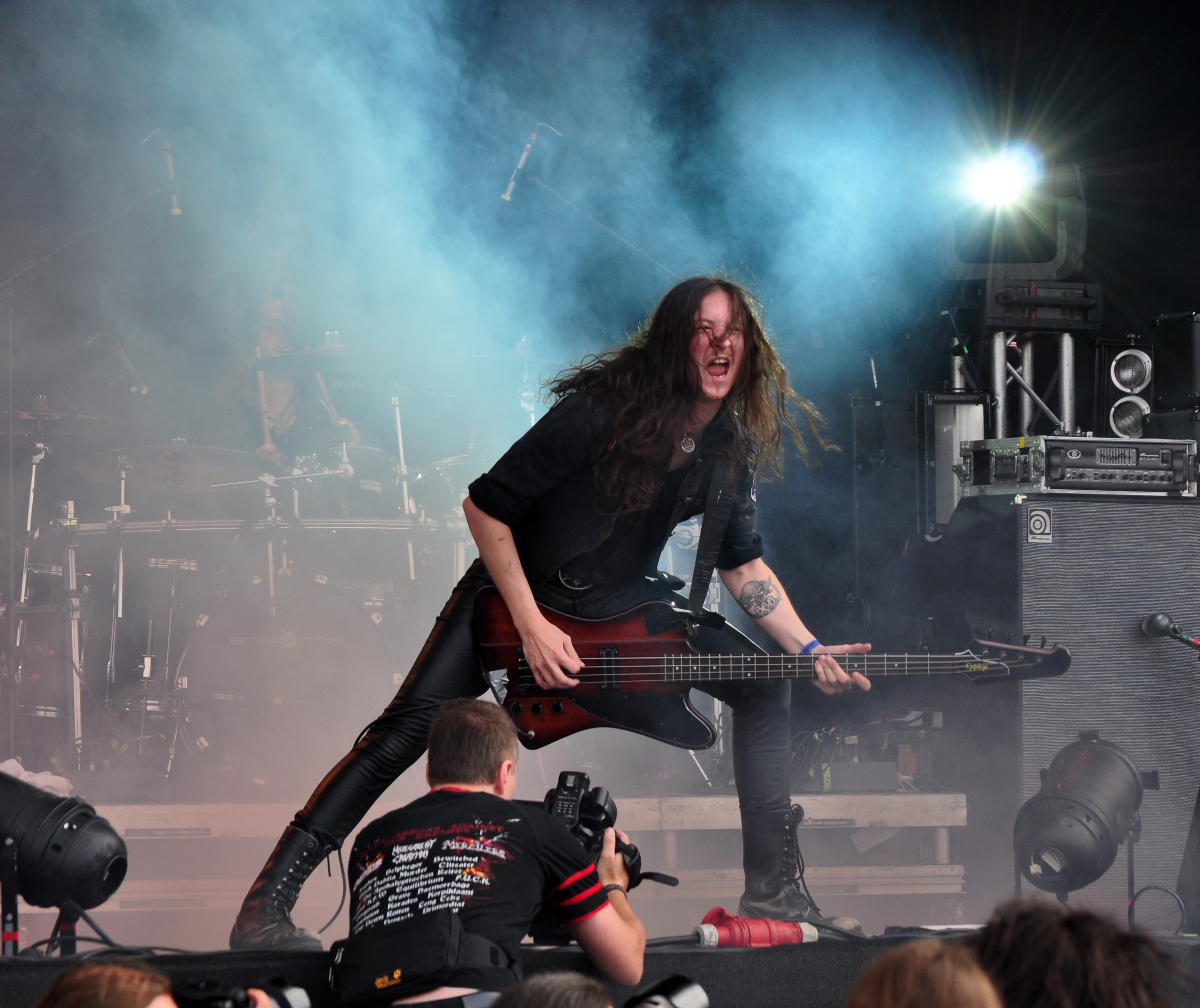
Gottfrid Åhman (2012)

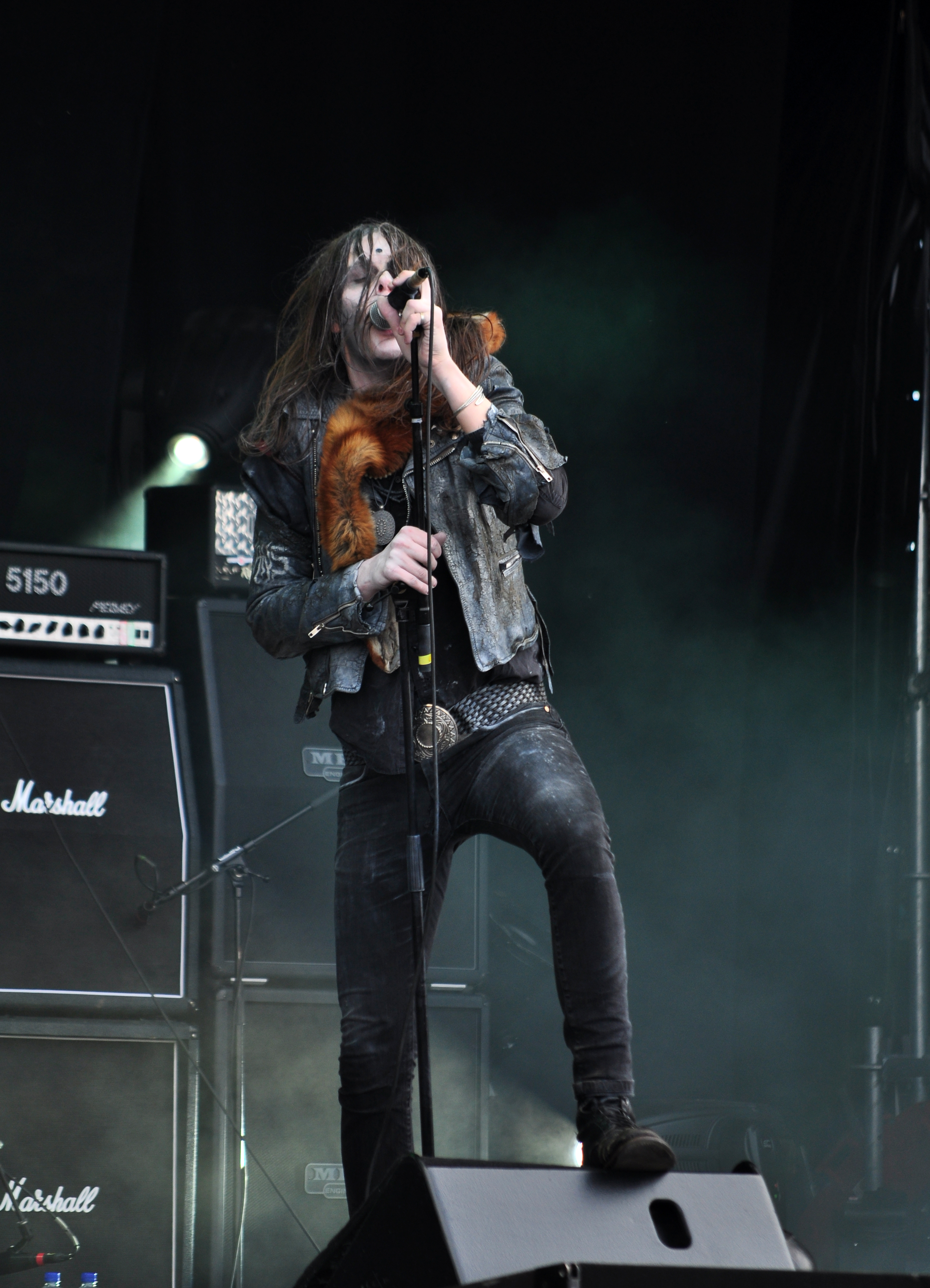
Sänger Pelle Hornper Åhman

Die Band wurde im Jahr 2002 von Henrik Helenius, Niklas Lindström, Gottfrid Åhman und Uno Bruniusson gegründet. Im darauf folgenden Jahr stieß Åhmans Bruder Pelle als Sänger zur Band, wiederum ein Jahr später veröffentlichte die Band ihre erste, selbstbetitelte, Demoaufnahme. Nach dem Ausstieg Helenius', der 2006 durch Mattias Gustavsson ersetzt wurde, erschien eine zweite Demo namens Hidden Dangers. Anfang 2008 veröffentlichte die Band bei dem schwedischen Label S.M.P. Records eine ebenso betitelte Single mit zwei Liedern, sowie Ende des Jahres ihr erstes Album bei Pure Steel Records (CD-Ausgabe) sowie High Roller Records (Vinyl-Ausgabe). Auftritte auf einigen kleineren europäischen Metal-Festivals, so zum Beispiel auf dem Keep It True und Up The Hammers, folgten ebenso wie der Ausstieg Gustavssons aus der Band. Dieser wurde im Jahr 2010 durch Henrik Palm ersetzt, außerdem unterschrieb die Band einen Vertrag mit Metal Blade Records. Die Aufnahmen zum zweiten Album der Band begannen im November in den von Nicke Andersson betriebenen Gutterview Studios in Stockholm, Produzent war Fred Estby. Erscheinungsdatum des Albums war der 20. Mai 2011, die Band spielte in der Folge unter anderem auf dem Metalcamp und dem Wacken Open Air.

## Diskografie

### Alben
- 2008: In Solitude (Pure Steel Records / High Roller Records)
- 2011: The World. The Flesh. The Devil. (Metal Blade Records)
- 2013: Sister (Metal Blade Records)

### Sonstiges
- 2004: In Solitude (Demo)
- 2006: Hidden Dangers (Demo)
- 2008: Hidden Dangers (Single, S.M.P. Records)
- 2012: Mother of Mercy (Flexidisk als Beilage zum Decibel Magazine #91)
- 2013: Lavender (Single, Svart Records)